# Sergio Calatayud Lebrón
Sergio Calatayud Lebrón (nascut el 2 de març de 1990), conegut com a Cala, és un futbolista espanyol que juga com a migcampista per El Palo.

## Carrera de club
Cala va néixer a Antequera, província de Màlaga. Criat a les categories inferiors del Màlaga CF, va debutar com a sènior amb les reserves de la Tercera Divisió. Va jugar el seu primer partit competitiu amb el primer equip el 3 de març de 2011, entrant com a substitut de Quincy Owusu-Abeyie al minut 69 d'una derrota per 7-0 a fora de casa a la Lliga contra el Reial Madrid.
Després de deixar l'estadi de La Rosaleda, Cala va representar en ràpida successió el CF Fuenlabrada, el CD El Palo i el Real Jaén, amb tots els clubs competint a la Segona Divisió B. Es va traslladar a l'estranger per primera vegada el 22 de juliol de 2016, signant amb el Jönköpings Södra IF de l'Allsvenskan per a la resta de la temporada i marxant a principis de juny de 2017.